# Errantia
Errantia, ocasionalmente Aciculata, é uma subclasse de poliquetas vermes. Esses vermes são encontrados em todo o mundo em ambientes marinhos e água salobra. 

## Ordem
Ordem Amphinomida
- Amphinomidae Savigny em Lamarck, 1818
- Euphrosinidae Williams, 1851

Ordem Eunicida
- Dorvilleidae   Chamberlin, 1919
- Eunicidae   Berthold, 1827
- Hartmaniellidae   Imajima, 1977
- Lumbrineridae   Schmarda, 1861
- Oenonidae   Kinberg, 1865
- Onuphidae  Kinberg, 1865

Ordem Phyllodocida
- Acoetidae   Kinberg, 1856
- Alciopidae   Ehlers, 1864
- Aphroditidae   Malmgren, 1867
- Chrysopetalidae   Ehlers, 1864
- Eulepethidae   Chamberlin, 1919
- Glyceridae   Grube, 1850
- Goniadidae   Kinberg, 1866
- Hesionidae   Grube, 1850
- Ichthyotomidae   Eisig, 1906
- Iospilidae   Bergstroem, 1914
- Lacydoniidae  Bergstroem, 1914
- Lopadorhynchidae   Claparede, 1868
- Myzostomidae   Benham, 1896
- Nautiliniellidae   Miura and Laubier, 1990
- Nephtyidae   Grube, 1850
- Nereididae   Johnston, 1865
- Paralacydoniidae   Pettibone, 1963
- Pholoidae   Kinberg, 1858
- Phyllodocidae   Oersted, 1843
- Pilargidae   Saint-Joseph, 1899
- Pisionidae   Southern, 1914
- Polynoidae   Malmgren, 1867
- Pontodoridae   Bergstroem, 1914
- Sigalionidae   Malmgren, 1867
- Sphaerodoridae   Malmgren, 1867
- Syllidae   Grube, 1850
- Tomopteridae   Johnston, 1865
- Typhloscolecidae  Uljanin, 1878

Incertae sedis
- Aberrantidae  Wolf, 1987
- Nerillidae  Levinsen, 1883
- Spintheridae  Johnston, 1865   [2]